# Championnat de Tunisie de football 1999-2000
Navigation
Saison précédente Saison suivante
La saison 1999-2000 du Championnat de Tunisie de football était la 45e édition de la première division tunisienne à poule unique, la Ligue Professionnelle 1. Les douze meilleurs clubs tunisiens jouent les uns contre les autres à deux reprises durant la saison, à domicile et à l'extérieur. En fin de saison, les deux derniers du classement sont relégués et remplacés par les deux meilleurs clubs de Ligue Professionnelle 2.
L'Espérance sportive de Tunis, double tenant du titre, décroche le 15e titre de champion de Tunisie de son histoire en terminant en tête du classement, avec 7 points d'avance sur l'Étoile sportive du Sahel et 25 sur le CS sfaxien. Elle termine la saison invaincue (19 victoires, 3 nuls) en encaissant seulement 7 buts en 22 rencontres.

## Les 12 clubs participants
| - CA Bizerte - Club africain - Espérance sportive de Tunis - Étoile sportive du Sahel - Avenir sportif de La Marsa - Union sportive monastirienne | - Club olympique des transports - Stade tunisien - CS sfaxien - Espérance sportive de Zarzis - Jeunesse sportive kairouanaise - Olympique de Béja |

## Compétition

### Classement
Le barème de points servant à établir le classement se décompose ainsi :
- Victoire : 3 points
- Match nul : 1 point
- Défaite : 0 point

| Rang | Équipe                          | Pts | J  | G  | N | P  | Bp | Bc | Diff |
| ---- | ------------------------------- | --- | -- | -- | - | -- | -- | -- | ---- |
| 1    | Espérance sportive de Tunis (T) | 60  | 22 | 19 | 3 | 0  | 53 | 7  | +46  |
| 2    | Étoile sportive du Sahel        | 53  | 22 | 17 | 2 | 3  | 45 | 13 | +32  |
| 3    | CS sfaxien                      | 35  | 22 | 9  | 8 | 5  | 23 | 22 | +1   |
| 4    | Jeunesse sportive kairouanaise  | 29  | 22 | 7  | 8 | 7  | 18 | 19 | -1   |
| 5    | Club Africain (C)               | 27  | 22 | 7  | 6 | 9  | 20 | 21 | -1   |
| 6    | Stade tunisien                  | 27  | 22 | 8  | 3 | 11 | 25 | 32 | -7   |
| 7    | Olympique de Béja               | 25  | 22 | 7  | 4 | 11 | 21 | 26 | -5   |
| 8    | Union sportive monastirienne    | 23  | 22 | 6  | 5 | 11 | 20 | 40 | -20  |
| 9    | Espérance sportive de Zarzis    | 23  | 22 | 5  | 8 | 9  | 17 | 31 | -14  |
| 10   | CA Bizerte                      | 23  | 22 | 5  | 8 | 9  | 24 | 27 | -3   |
| 11   | Club olympique des transports   | 23  | 22 | 7  | 2 | 13 | 17 | 26 | -9   |
| 12   | Avenir sportif de La Marsa      | 16  | 22 | 3  | 7 | 12 | 21 | 40 | -19  |

|  | Qualification pour la Ligue des champions 2001                                               |
|  | Qualification pour la Coupe des Coupes 2001                                                  |
|  | Qualification pour la Coupe de la CAF 2001                                                   |
|  | Relégation directe en Ligue Professionnelle 2                                                |
|  | (T) Tenant du titre (C) Vainqueur de la Coupe de Tunisie (P) Club promu de deuxième division |

- En cas d'égalité entre plusieurs équipes, c'est la différence de buts particulière et non le goal-average qui est utilisée.

## Bilan de la saison
| Championnat de Tunisie de football 1999-2000 |                                         |
| Champion                                     | Espérance sportive de Tunis (15e titre) |
| Coupes et trophées                           |                                         |
| Vainqueur de la Coupe de Tunisie 1999-2000   | Club Africain                           |
| Qualifications continentales                 |                                         |
| Ligue des champions 2001                     | Espérance sportive de Tunis             |
| Coupe des Coupes 2001                        | Club Africain                           |
| Coupe de la CAF 2001                         | Étoile sportive du Sahel                |
| Promotions et relégations                    |                                         |
| Promus en Ligue Professionnelle 1            | Club Sportif de Hammam-Lif              |
| Promus en Ligue Professionnelle 1            | Association sportive de Djerba          |
| Relégués en Ligue Professionnelle 2          | Club olympique des transports           |
| Relégués en Ligue Professionnelle 2          | Avenir sportif de La Marsa              |